# Evelyn Emmet
Pour les articles homonymes, voir Emmet et Rodd.
Evelyn Violet Elizabeth Emmet (née Rodd ; 18 mars 1899 - 10 octobre 1980) est une femme politique du Parti conservateur britannique.

## Jeunesse
Emmet est la fille du diplomate Rennell Rodd, 1er baron Rennell et de Lilias Georgina Guthrie. Elle est la sœur de Francis Rodd, 2e baron Rennell (qui épouse Mary Constance Vivian Smith), Gloria Rodd (épouse du peintre Simon Elwes (en)), Peter Rodd (qui épouse Nancy Mitford, l'une des célèbres sœurs de Mitford) et Gustaf Rodd (qui épouse Yvonne Mary Marling, fille du diplomate Sir Charles Murray Marling) .
Elle fait ses études à la St Margaret's School, Bushey et à Lady Margaret Hall, Oxford.

## Carrière
Elle est membre du London County Council de 1925 à 1934, représentant Hackney North, et membre du West Sussex County Council de 1946 à 1967. Elle est le premier président du comité des enfants du conseil du comté de West Sussex et également président des comités d'orientation des enfants.
Elle est membre du Comité consultatif national des femmes conservatrices de 1951 à 1954.
Aux élections générales de 1955, elle est élue députée d'East Grinstead. Plus de trois siècles plus tôt, deux frères de sa famille Rodd, Richard Rodd et James Rodd, avaient eu aussi siégé à la Chambre des communes, durant le règne de Jacques Ier. Elle occupe le siège jusqu'en 1965, quand elle est élevée à une pairie à vie en tant que baronne Emmet d'Amberley, d'Amberley dans le comté de Sussex, déclenchant une élection partielle à East Grinstead.
À la Chambre des lords, elle est vice-présidente de 1968 à 1977.

## Vie privée
Le 9 juin 1923, elle épouse Thomas Addis Emmet, un fils du major Robert Emmet (et descendant de Thomas Addis Emmet (en)) et Louise Garland (fille de James Albert Garland). Emmet est un cousin du philanthrope new-yorkais Charles Garland (en). Ensemble, ils ont quatre enfants :
- Gloria Lavinia Eileen Emmet (1924–2012), qui épouse le major Mark Winton Slane Fleming en 1950[5]
- Christopher Anthony Robert Emmet (1925–1996), qui épouse Miranda Mary Fitzalan-Howard, fille de Bernard Fitzalan-Howard, 3e baron Howard de Glossop en 1947
- David Alastair Rennell Emmet (né en 1928), qui épouse Sylvia Delia Knowles, fille de Willis Knowles, en 1967
- Penelope Ann Clare Emmet (née en 1932), qui épouse Hugo Money-Coutts, 8e baron Latymer, fils de Thomas Burdett Money-Coutts, 7e baron Latymer

Lady Emmet est décédée le 10 octobre 1980.